# Gewehr 41
Il Gewehr 41 ("fucile modello 1941", dal tedesco), comunemente noto come G41(W) o G41(M), la cui lettera finale denota il produttore (Walther o Mauser), è un fucile da battaglia fabbricato e utilizzato dalla Germania nazista durante la seconda guerra mondiale. Fu ampiamente sostituito dal Gewehr 43, che incorporava un metodo di funzionamento più affidabile.

## Storia

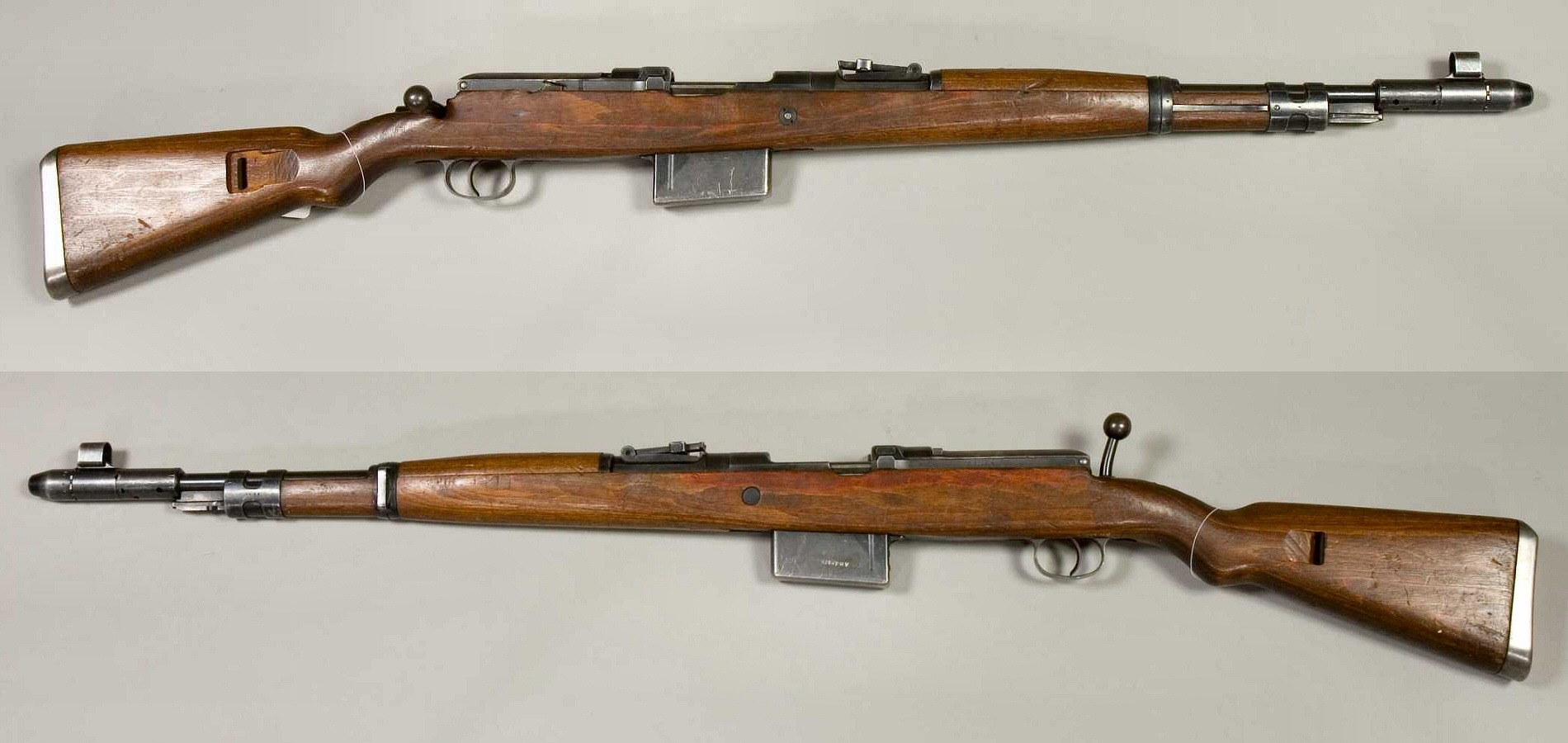
Il Gewehr 41 prodotto dalla Mauser.

Agli inizi degli anni '40, la Germania si rese conto che i fucili ad otturatore girevole-scorrevole non erano più ottimali per i combattimenti della seconda guerra mondiale e dunque, sulle orme di Unione Sovietica, Stati Uniti e Italia (rispettivamente dotati di SVT-40, M1 Garand e Armaguerra Mod. 39), si attivò per progettare un fucile semiautomatico, dato che fino ad allora le tattiche tedesche erano principalmente incentrate sul ruolo della mitragliatrice, lasciando in secondo luogo il ruolo dei soldati armati di fucili bolt-action, che in gran parte si occupavano di portare munizioni e scavare trincee per le mitragliatrici.
L'Heereswaffenamt, che è l'ufficio che si occupa degli armamenti dell'esercito del Reich, fece una specifica richiesta per il nuovo fucile semiautomatico che le forze armate avrebbero dovuto adottare, ed esso avrebbe dovuto soddisfare i seguenti requisiti:
- Non dovevano essere presenti fori nella canna per rendere l'arma autoricaricante
- Non dovevano essere presenti parti mobili sulla superficie dell'arma
- Nel caso in cui il meccanismo di caricamento automatico si fosse guastato, si sarebbe potuto utilizzare il fucile come un normale bolt-action.[4][5]

## Funzionamento
I primi due requisiti sopra elencati limitano tantissimo il sistema di operazione dell'arma: l'unico sistema di operazione che segue questi requisiti è il cosiddetto sistema Gas trap (o sistema Bang, dal cognome del progettista danese che lo inventò), un particolare sistema dove i gas sono sfruttati dopo l'uscita del proiettile dalla volata, con un piccolo cilindro posizionato alla fine della canna, nel quale i gas si espandono, a sua volta collegato ad un pistone che va ad azionare l'otturatore.
L'arma viene alimentata da un caricatore non amovibile da 10 colpi ricaricabile grazie a due stripper clip da 5 colpi utilizzate dal Kar98k.
Il sistema di chiusura è formato dal portaotturatore, un cuneo e dall'otturatore, che è dotato di due alette frontali. Le alette frontali si posizionano al di fuori dalla loro sede e si inseriscono all'interno di delle cavità nella culatta una volta che l'otturatore si chiude, bloccandolo stabilmente. Il cuneo (che è attraversato dal percussore) svolge la funzione di non consentire il movimento delle alette una volta che l'otturatore è chiuso. Una volta sparato il colpo, il gas che arriva dal pistone trascina indietro il portaotturatore, che, grazie a un dente, porta indietro il cuneo: a questo punto, le alette sono libere di ruotare all'interno dell'otturatore, liberandolo. Quest'ultimo comincia ad arretrare, trascinato dal portaotturatore, estraendo ed espellendo il bossolo sparato. La molla di recupero spinge il tutto nuovamente in avanti, preleva una cartuccia dal caricatore spingendola in canna.
Le mire di cui era dotato il fucile sono sostanzialmente uguali a quelle del Karabiner 98k: una tacca di mira a "V" con alzo regolabile da 100 a 1.200 metri e possibilità di regolare anche la deriva.

## I problemi del fucile
Come già detto il fucile ebbe molti problemi, la versione Mauser venne prodotta in 6.673 esemplari e 1.673 di questi vennero subito restituiti perché non funzionanti. Oltre ai problemi di produzione e ad avere un peso troppo elevato, la versione Mauser aveva anche un'inutile complicazione aggiuntiva: il terzo requisito sopra elencato ha reso l'arma ancora più complicata, dato che nel caso in cui il meccanismo di caricamento automatico si fosse guastato non c'era nessun bisogno di rendere l'arma bolt-action, sarebbe bastato riarmare banalmente il fucile, arretrando la maniglia di caricamento (l'unico motivo plausibile è che l'Herreswaffenamt pensava che i soldati si sarebbero trovati meglio con un sistema a loro familiare, presente sui Kar98k, cosa però ininfluente).
La versione Walter fu quella che ebbe più successo proprio perché ignorò totalmente gli ultimi due requisiti richiesti, ma nonostante questo in entrambe le versioni del G41 il sistema Gas trap non era molto affidabile dato che la camera di espansione dei gas situata alla fine della canna si sporcava notevolmente, non facendo così passare i gas per il pistone e non azionando l'otturatore, dunque, non potendo utilizzare l'arma.
In ogni caso, il fucile Walther venne ridisegnato nel 1943 nel Gewehr 43, utilizzando un pistone a corsa corta copiato dal fucile SVT-40 e implementando un caricatore a scatola rimovibile convenzionale.